# شو ساساكي (لاعب كرة قدم)
شو ساساكي (12 فبراير 1991 بنارا في اليابان - ) هو لاعب كرة قدم ياباني في مركز الوسط.

## وصلات خارجية
- شو ساساكي (لاعب كرة قدم) على موقع قاعدة بيانات كرة القدم.إي يو (الإنجليزية)
- شو ساساكي (لاعب كرة قدم) على موقع Soccerway.com (الإنجليزية)